# 8925 Боаттіні
8925 Боаттіні (8925 Boattini) — астероїд головного поясу, відкритий 4 грудня 1996 року.
Тіссеранів параметр щодо Юпітера — 3,615.